# یواس‌اس استینکر (دی‌یی-۴۵۲)
یواس‌اس استینکر (دی‌یی-۴۵۲) (به انگلیسی: USS Steinaker (DE-452)) یک کشتی بود که طول آن ۳۰۶ فوت (۹۳ متر) بود.